# Inline-Skaterhockey Austria
Die Inline-Skaterhockey Austria (ISHA) ist die Sportkommission für Inline-Skaterhockey in Österreich und regelt seit 2008 den Spielbetrieb. Der Dachverband der ISHA ist der Österreichische Rollsportverband (ÖRSV), welcher die Sportart Inline-Skaterhockey bereits 1995 als eigene Sparte aufnahm. Präsident der Kommission ist seit 27. November 2020 Michael Leitl  der Thomas Ortner folgte. Unterstützt wird er von seinen Vizepräsidenten Sabrina Geier, Andreas Freiberger und Rastislav Krajcik.

## Mitgliedschaften
Die ISHA ist Mitglied der International Inline Skater Hockey Federation und stellt die Nationalmannschaften für internationale Turniere.

## Spielbetrieb
Die höchste Spielklasse in Österreich ist die Bundesliga, gefolgt von der Nationalliga und den Regionalligen. Titelverteidiger ist nach dem COVID-19-bedingten Ausfall der Saison 2020 der Sieger der Saison 2019, IHC Irish Moose Linz.

### Mannschaften der Bundesliga Herren (2021)
- HC Mad Dogs Wiener Neustadt
- IHC Irish Moose Linz
- ISV Tigers Stegersbach
- Red Dragons Altenberg
- Lunatic Hockey Team Wien
- Dark Vipers Salzburg
- Team Wien WAT XX
- EV Zeltweg Murtal Lions
- ATSE DSG Dukes Graz

### Mannschaften der Bundesliga Damen (2021)
- HC Mad Dogs Wiener Neustadt Damen
- ISV Tigers Stegersbach Damen
- Red Dragons Altenberg Rollmöpse
- United Pink Wings

### Mannschaften der Bundesliga Veteranen (2021)
- EC Frogs Graz
- Lokomotive Gumpoldskirchen
- ESV Leibnitz
- ISV Tigers Stegersbach
- Vienna 95ers Oldboys
- HC Hartberg